# 스리랑카의 대외 관계
스리랑카의 대외 관계는 스리랑카와 다른 국가들 간의 외교 및 상업적 관계를 의미한다. 스리랑카는 외교에서 "모두에 대한 우정, 누구에 대한 적대감"이라는 원칙을 강조해 왔다.
1950년대부터 스리랑카는 강대국의 편을 들지 않는 비동맹 외교 정책을 취해 왔다. 아시아 냉전 종식 이후 스리랑카는 모든 강대국과의 관계 개선을 추구해 왔으며 인도, 파키스탄, 러시아, 미국, 일본, 대한민국, 중국, 유럽 연합과의 외교, 경제, 군사 관계를 강화하고자 한다. 스리랑카는 동남아시아 국가 연합(ASEAN), 아프리카 연합, 아랍 연맹 회원국과도 긴밀한 관계를 구축해 왔다.

## 역사
스리랑카 외교 정책의 목표는 강력하고 독립적이며 강력하며 통일된 스리랑카를 유지하는 것이며, 스리랑카의 외교 정책 수립은 그 목표를 달성하는 데 있어 이를 유지한다.
스리랑카의 외교 정책은 국익을 위해 수립되었다. 급변하고 지속적인 변화의 시기에 외교 정책은 새로운 도전과 기회에 최적으로 대응할 수 있다. 외교 정책은 경제발전을 통해 국가의 역량을 구축하고, 사회 구조와 국민 복지를 강화하며, 스리랑카의 주권과 영토 보전을 보호하는 더 큰 노력의 필수적인 부분이 되어야 한다. 스리랑카의 외교 정책은 양국, 지역 및 글로벌 지정학적, 경제 환경에 대한 엄격하고 현실적이며 현대적인 평가를 바탕으로 전 세계와의 미래지향적인 협력이다.

## 각국별 대외 관계

### 아시아

#### 대한민국
양국 간의 외교 관계는 1977년 11월 14일에 수립되었다. 스리랑카에 대한 대한민국의 투자액 (2014년 6월 말 누적 총액)은 총 7억 3,100만 달러이다. 대한민국은 콜롬보에 대사관을 두고 있다. 스리랑카는 서울에 대사관을 두고 있다.

#### 인도
스리랑카와 인도 간의 양국 관계는 대체로 우호적이었지만 스리랑카 내전과 내전 중 인도 평화유지군의 실패로 인해 영향을 받았다. 인도는 포크 해협으로 분리된 스리랑카의 유일한 이웃 국가이다. 두 나라는 남아시아에서 전략적 위치를 차지하고 있으며 인도양에 공동 안보 우산을 구축하려고 노력해 왔다.
인도와 스리랑카 관계는 최근 질적, 양적 변화를 겪었다. 정치적 관계는 밀접하고, 무역과 투자가 급격히 증가했으며, 인프라 연계가 지속적으로 강화되고 있으며, 국방 협력이 증가하고 있으며, 양국 협력의 모든 부문에서 전반적인 개선이 이루어지고 있다. 인도는 2004년 12월, 쓰나미 이후 스리랑카의 지원 요청에 가장 먼저 응답한 국가이다. 2006년 7월, 인도는 레바논에서 430명의 스리랑카 국민을 대피시켰으며, 먼저 인도 해군 함정을 통해 키프로스로, 그 다음으로 에어 인디아 특별 항공편을 통해 델리와 콜롬보로 대피시켰다.
스리랑카 정치권 내에서는 스리랑카의 대외 관계 매트릭스에서 인도의 우위에 대한 폭넓은 공감대가 존재한다. 스리랑카의 주요 정당인 스리랑카 자유당과 통일국민당은 지난 10년간 양국 관계의 급속한 발전에 기여해 왔다. 스리랑카는 인도의 유엔 안전 보장 이사회 상임이사국 후보 자격을 지지해 왔다.